# Josep Paradeda i Sala

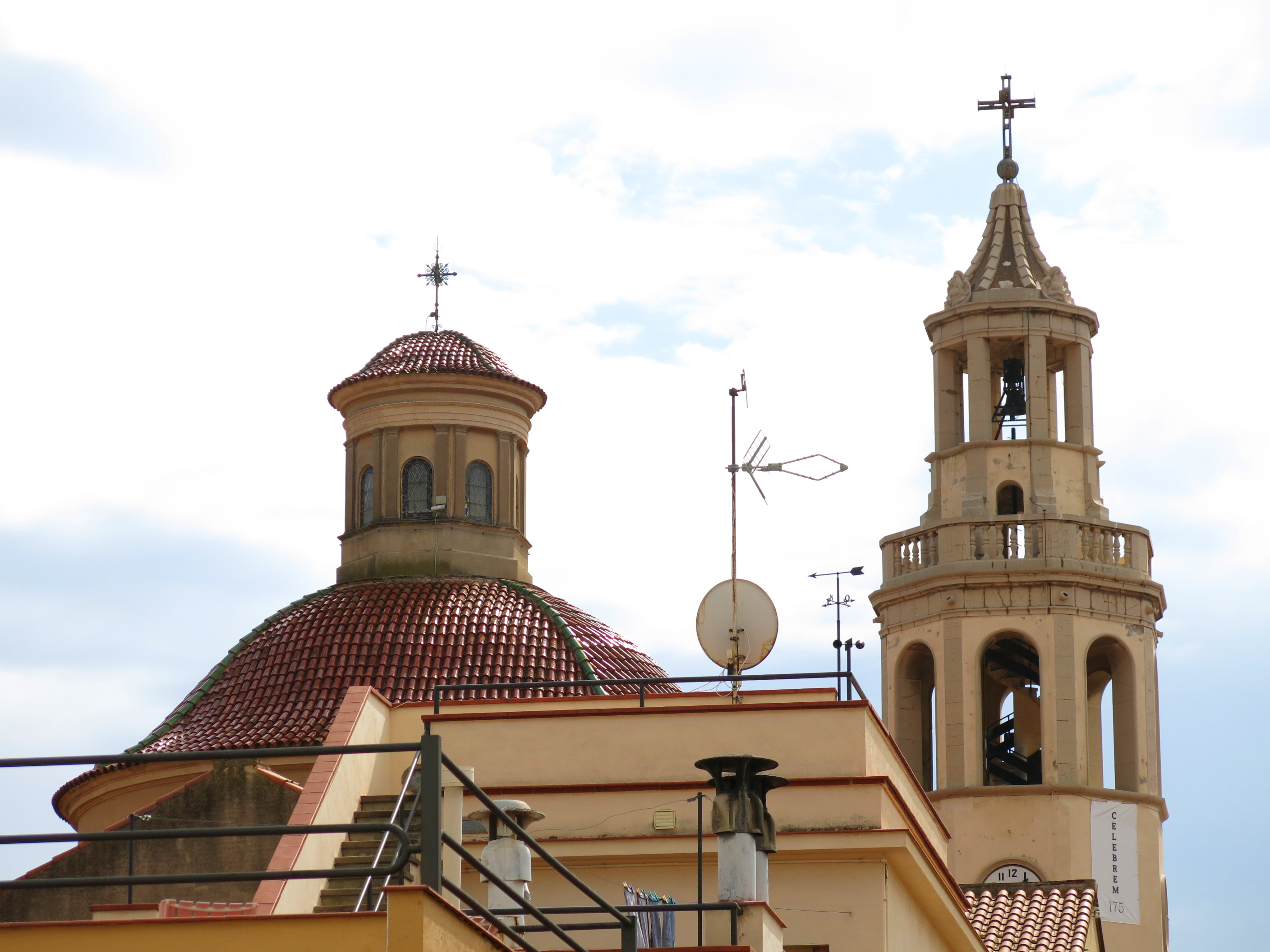
Església de Sant Cristòfol de Premià de Mar que va reconstruir Mn. Josep Paradeda

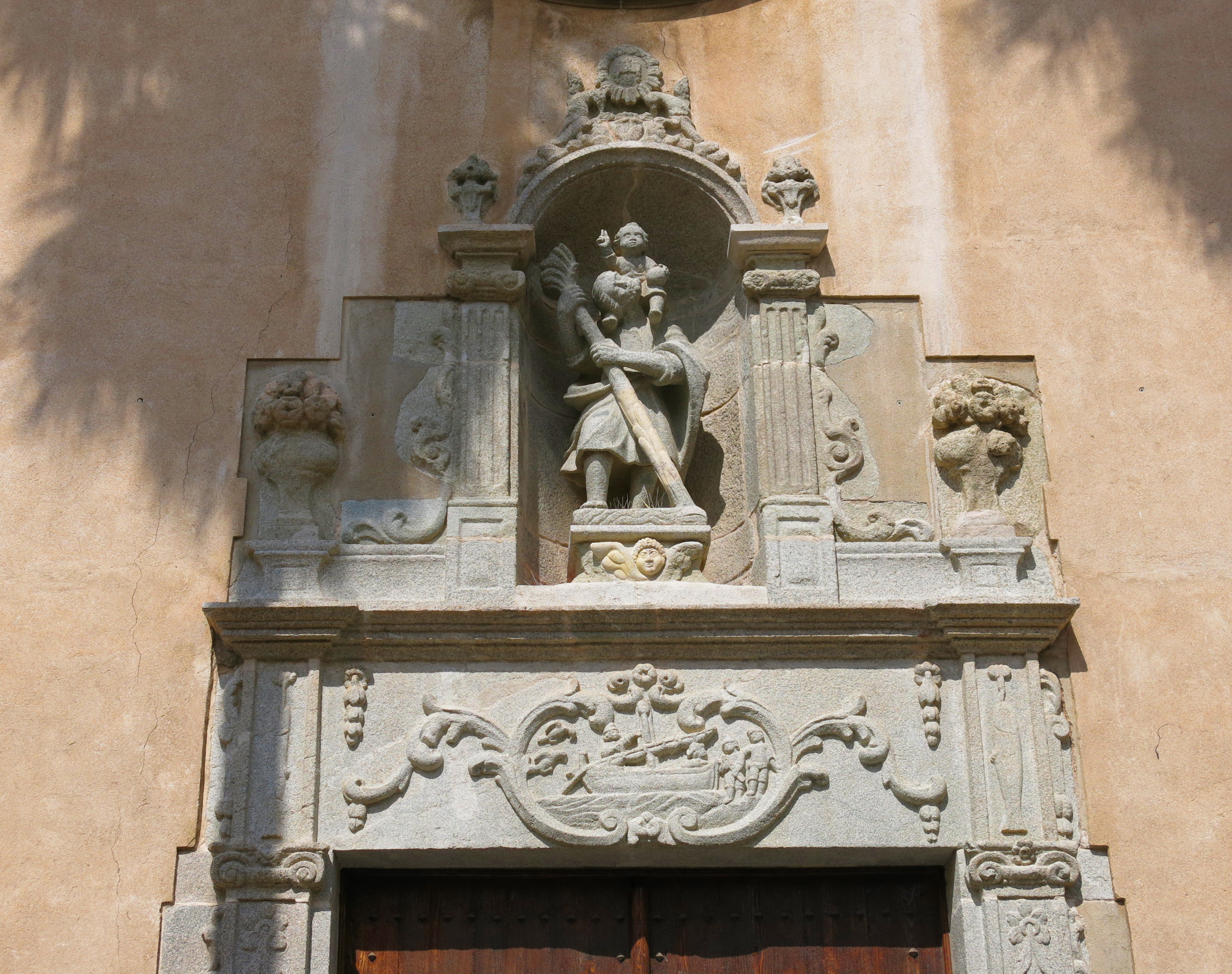
Portalada de la parròquia Sant Cristòfol de Premià

Josep Paradeda i Sala, natural de Sant Sadurní d'Anoia-1878, morí a Premià de Mar-1948. Poeta i mossèn de la diòcesi de Barcelona.

## Biografia
Neix el 5 de novembre de 1878 a Sant Sadurní d'Anoia fill de Josep Paradeda Tapiola, mestre de Sant Sadurní que publicà un llibre de geografia local a 1889, i de Maria Sala Tubella, germana de Joan Sala Tubella, fundador de Freixenet.
Estudia al Seminari de Barcelona i en ser ordenat sacerdot el 1904 fou capellà personal del Cardenal Casañas entre 1905 i 1908 fent de secretari en el procés de canonització de l'aleshores Beat Josep Oriol en 1907, i passà a ser vicari de la Parròquia de La Bisbal del Penedès entre 1909 i 1916, de la Parròquia de Sant Valentí de Cabanyes en 1916, rector a Santa Eulàlia de Banyeres entre 1916 i 1924 i rector a Sant Cristòfol de Premià de Mar entre 1924 i 1948 fins a la seva mort en 1948 a excepció de la Guerra Civil espanyola que va passar exiliat a França. A la parròquia va tenir com a vicaris a Miquel Nicolau Faura, Pere Busquets Padros, Joan Casals Berenguer, Pere Solé i Gallofré, Josep Roselló Martí, Pere Martín, i Joan Bonet i Baltà; qui va ser consiliari de la Federació de Joves Cristians de Catalunya.

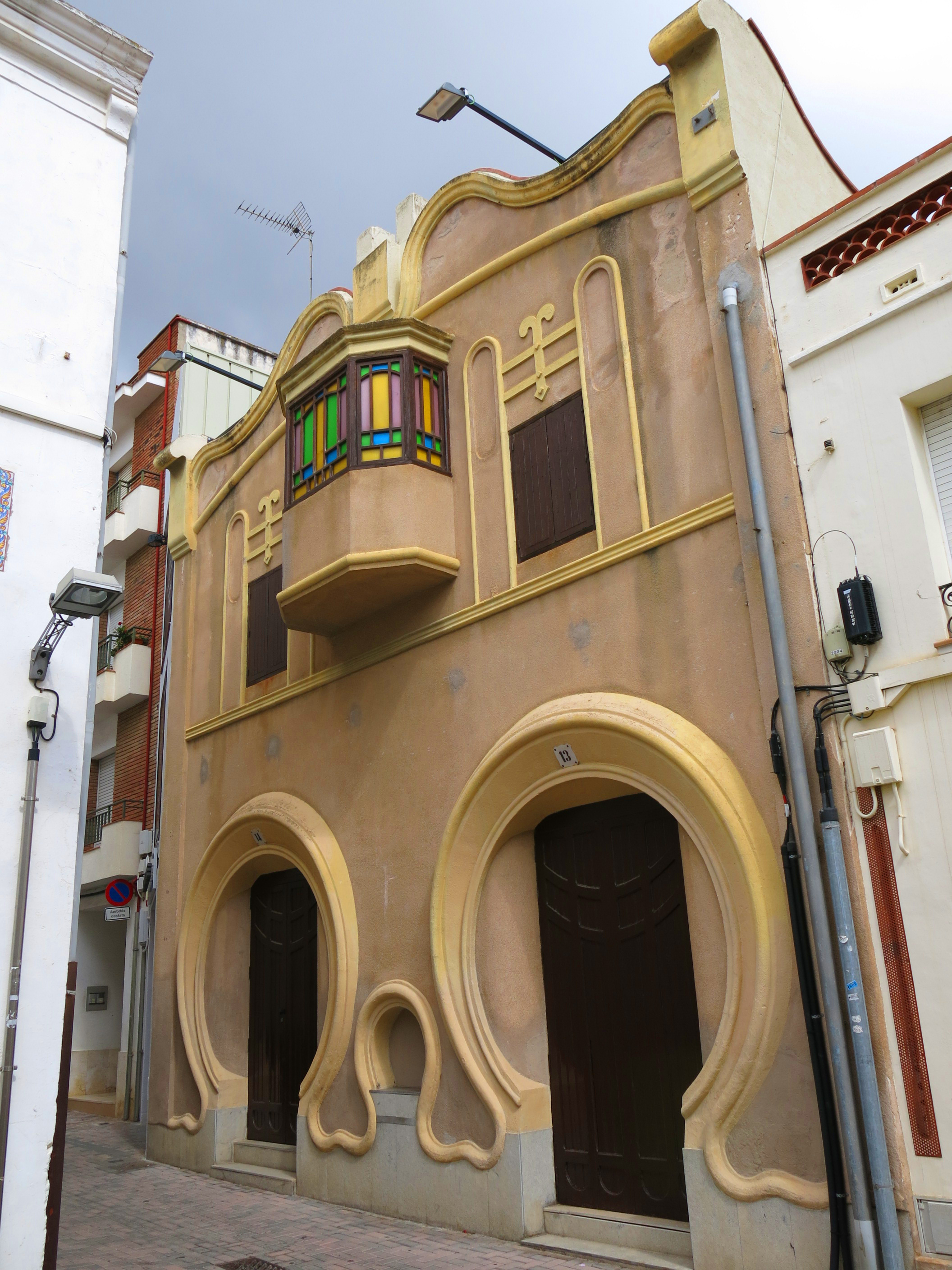
Patronat Social Premianenc que va fundar Mn. Josep Paradeda a Premià de Mar

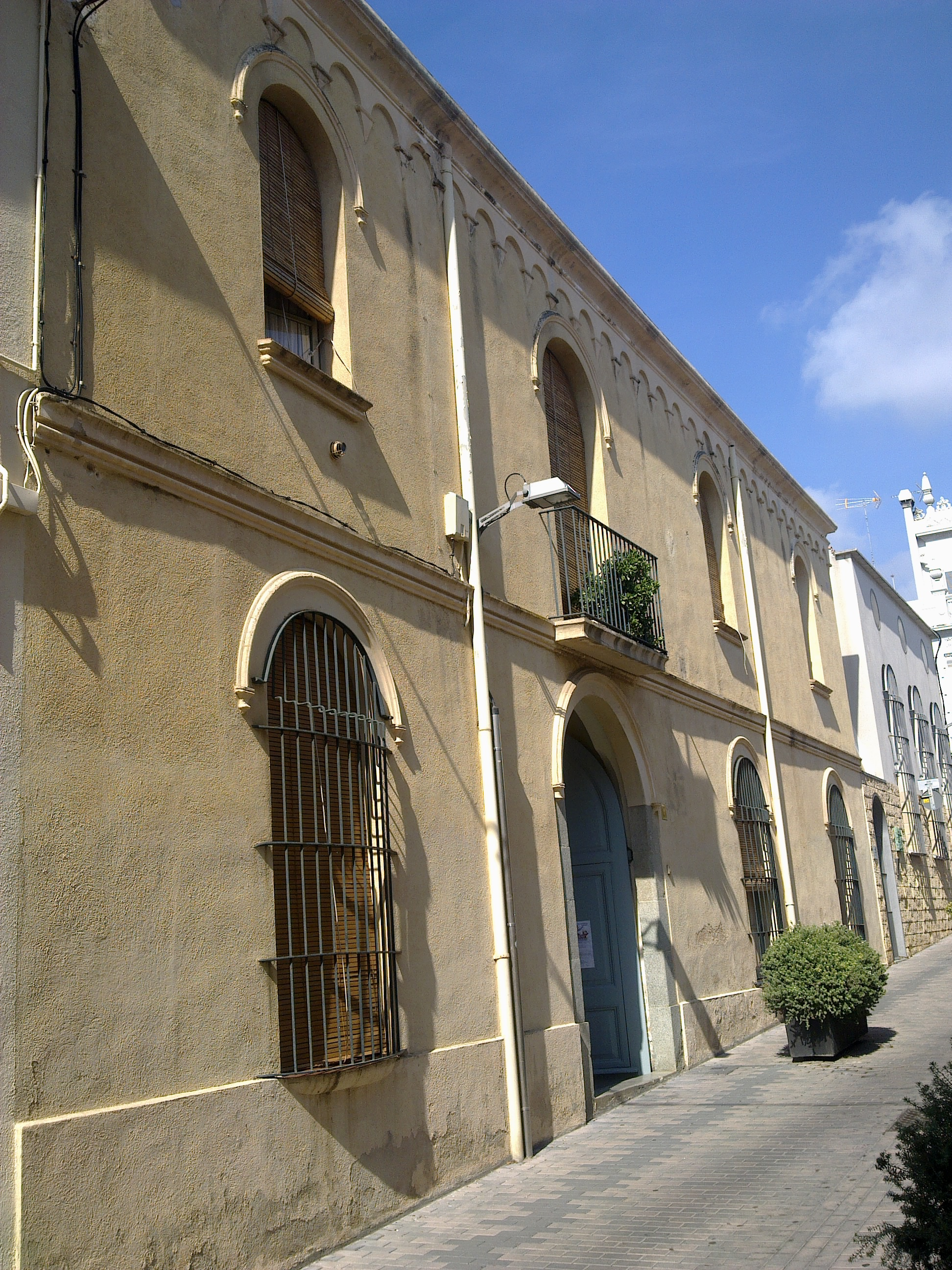
Casa de la rectoria on vivia Mn. Josep Paradeda

A Premià de Mar va coincidir i establir gran amistat amb els poetes Salvador Moragas Botey i Francesc Mas Abril, amb qui va treballar conjuntament en varies peces de poesia i teatre. També a Premià conegué el professor i pedagog Cristòfol Ferrer i Ferrà i a Josep Mas i Domènech, arxiver del Bisbat de Barcelona. Sobretot se’l coneix més per la fundació el 1928 del Patronat Catequístic, actualment dit Patronat Social Premianenc, junt amb el vicari Mn. Joan Casals Berrenguer i el Sr. Joan Capdevila Duran. A més de participar en la fundació també del Casal Benèfic Premianec regentat per les germanes Josefines de la Caritat i en la construcció del seu edifici el 1930.
Durant la seva estada a Premià establir amistat amb els alcaldes Miquel Moragas i Font i Joaquim Vidal Argimón, els mossens Alfred Cisa Duran i Francesc Xavier Nogueras i Ricart i el germà de La Salle Benilde Josep Casademunt Ribas i les germanes Andrea Solans Ballester i Maria Auxili Noguera Manubens Caputxines de la Mare del Diví Pastor, amb els laics catòlics Srs. Josep Giralt i Ferrer, Pau Orriols Maltas, Josep Rovira Bosch, Pau Solé Raventós tots ells morts en la repressió en la zona republicana durant la Guerra Civil espanyola.
Patí la Persecució religiosa durant la Guerra Civil espanyola en 1936 fugint a França en autocars dels germans de les Escoles Cristianes de La Salle de Premià de Mar després d'estar amagat en cases particulars, tornant a Premià el 1939 fins a la seva mort. La vila li té dedicat un carrer al seu nom, prop de la platja, el carrer del Patronat Social Premianenc.

## Mort

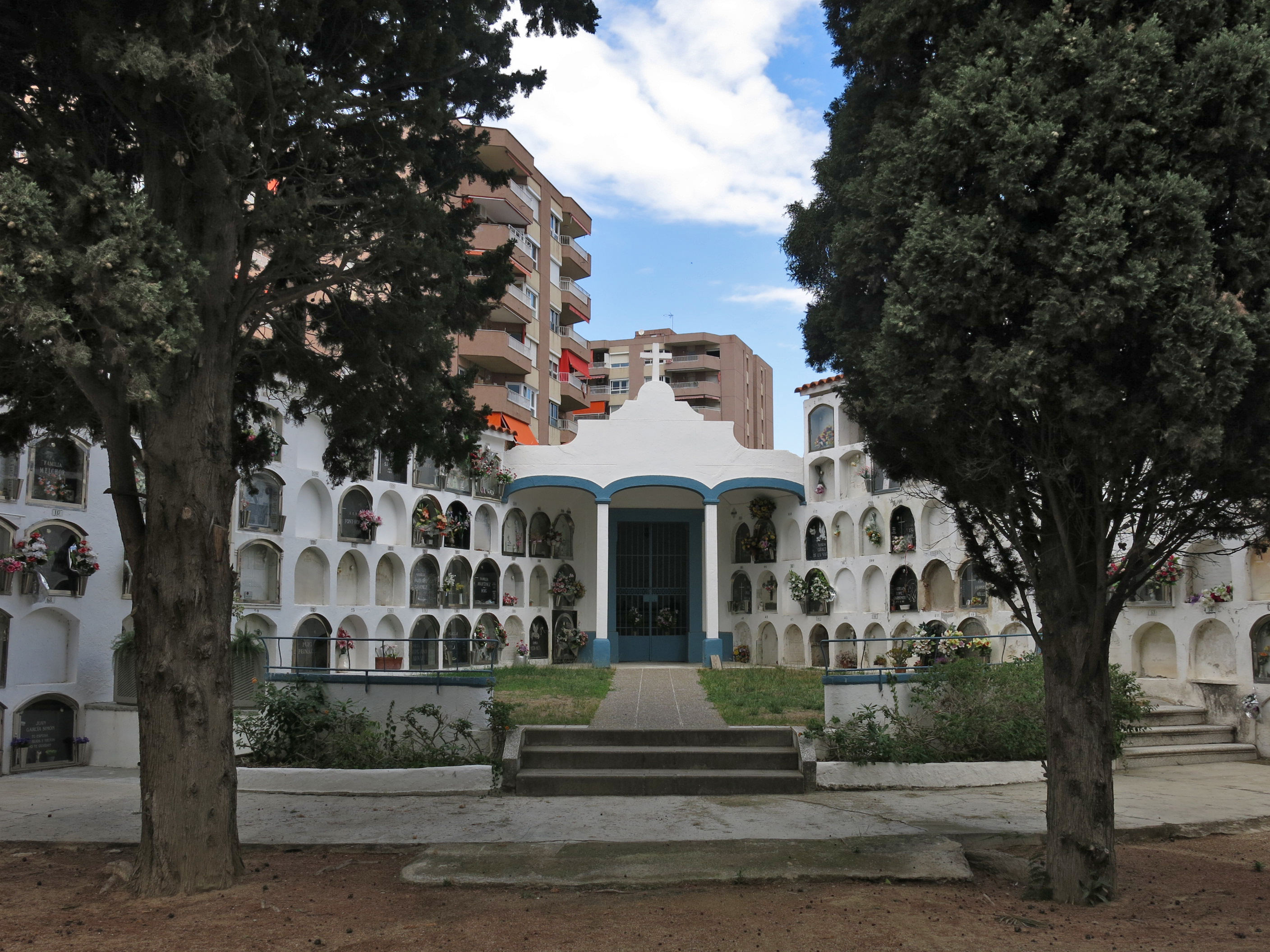
Cementiri de Premià de Mar on esta enterrat Mn. Josep Paradeda

El 13 de gener de 1948 va morir sobtadament, a 69 anys a Premià de Mar. Va ser enterrat el dia 15 en el cementiri de Premià.

## Obra
Va participar activament en el grup de Josep Carner, del que va ser íntim amic, i va publicar molts poemes a Catalunya: Revista Literària Quinzenal que dirigia el propi Carner. En un moment en què molts poetes i partidaris de la renaixença i el noucentisme eren sacerdots. Va prendre part en alguns dels Jocs Florals de l'època i va aconseguir algun premi com en el certamen d'Olot de 1903, i l'accèssit de flor natural el 1904 en els jocs florals de la llotja de Barcelona quan es va nomenar Mestre del Saber a Joan Maragall. Va participar també als jocs de Lleida de 1907.
El 1904 publica una col·lecció de poemes que anomena "Pagesívoles" amb la visió més conservadora i idealitzada de la vida rural que lliga la tradició amb la religió i en 1905 publica a La Veu de Catalunya la traducció de l'ègloga primera de Virgili en alexandrins ritmats. És autor de la lletra de molts himnes, Goigs (Nostra Senyora de Muntanyans, o de l'himne del Sant Crist de la parròquia de la Bisbal del Penedès...) i cançons catequístiques, com el llibret “Cants Catequètics” que va publicar a Barcelona Editorial Ibèrica, 1914 i reeditat en vàries ocasions. A Premià de Mar va escriure molta poesia i sermons preparats, i presentava actes de forma poètica. També va escriure alguna obra teatral que es van representar en el patronat.